# Angiolino Spallanzani
Angiolino Spallanzani (Reggio Emilia, 1902 – Barco, 1974) è stato un pittore, scenografo, inventore artista futurista italiano noto per il suo spirito eclettico e la sperimentazione in vari campi artistici e tecnici.

## Biografia
Angiolino Spallanzani nacque a Reggio Emilia in una famiglia colta e benestante. Suo padre, Giuseppe, avvocato e deputato del Parlamento Italiano, fu coinvolto nella costruzione della ferrovia Reggio Emilia-Ciano, mentre la madre, Giuseppina Chierici, nipote del celebre pittore Gaetano Chierici, trasmise ad Angiolino la passione per l'arte.
Fin da giovane, Spallanzani si dedicò al disegno e alla pittura, pur non seguendo una formazione artistica tradizionale. Negli anni '20, si avvicinò al Futurismo, pur non aderendo formalmente al gruppo futurista reggiano.
Nel 1928, Spallanzani sposò Rita Adelina Caramelli, che divenne sua musa ispiratrice e soggetto di numerosi suoi dipinti. Durante la Seconda Guerra Mondiale, si trasferì a Bagnolo in Piano. Trascorse gli ultimi anni a Barco, dove si dedicò con passione alla pittura, alla scultura e alla progettazione di installazioni artistiche.

### Eredità e riconoscimenti
Spallanzani morì a Barco nell'estate del 1974. La sua opera fu celebrata nel 1975 con una mostra antologica presso la Biblioteca Comunale di Barco. Nel corso degli anni, numerosi suoi lavori sono stati donati a istituzioni culturali, tra cui i Musei Civici di Reggio Emilia e il MART di Rovereto. Il Comune di Bibbiano gli ha dedicato una sala espositiva nel Centro Polifunzionale di Barco, che ospita mostre di giovani artisti e iniziative culturali.
Nel Villino Teresa, dove visse e lavorò, si tengono mostre annuali in occasione della fiera di Barco. La sua famiglia continua a promuovere la memoria dell’artista attraverso restauri e la creazione di un archivio consultabile.

### Carriera artistica
Spallanzani esordì ufficialmente nel 1922 alla Prima Mostra d'Arte Moderna della Famiglia Artistica Reggiana, dove fu riconosciuto per le sue "ottime attitudini" e per il suo "disegno raffinato, come pochi tra i dilettanti". Negli anni successivi, partecipò a numerose esposizioni, tra cui la Sindacale di Bologna del 1932 e mostre personali a Reggio Emilia e Bologna.
Lo stile di Spallanzani è caratterizzato da un eclettismo che fonde elementi tradizionali con influenze moderne. Le sue opere riflettono un dialogo tra la pittura ottocentesca, ispirata dal nonno Gaetano Chierici, e le avanguardie del Novecento, in particolare il Futurismo. La sua arte esprime una continua ricerca di innovazione, sia sul piano tecnico che poetico.
La sua produzione abbraccia la pittura figurativa e paesaggistica, ma anche le sperimentazioni astratte. È noto per i suoi ritratti, come quello della moglie Rita Adelina Caramelli (1932), per i numerosi nudi e per i paesaggi urbani e rurali, in particolare quelli di Reggio Emilia.

### Opere principali
- L’irraggiungibile preda (1924): olio su tela che celebra la velocità e il dinamismo
- Paesaggi di Reggio Emilia (1948-1950): serie di opere che catturano scorci urbani e rurali con uno stile unico
- Velocità pura (1930): bozzetto per la Coppa del Garda, simbolo del suo interesse per le gare automobilistiche e il design futurista.

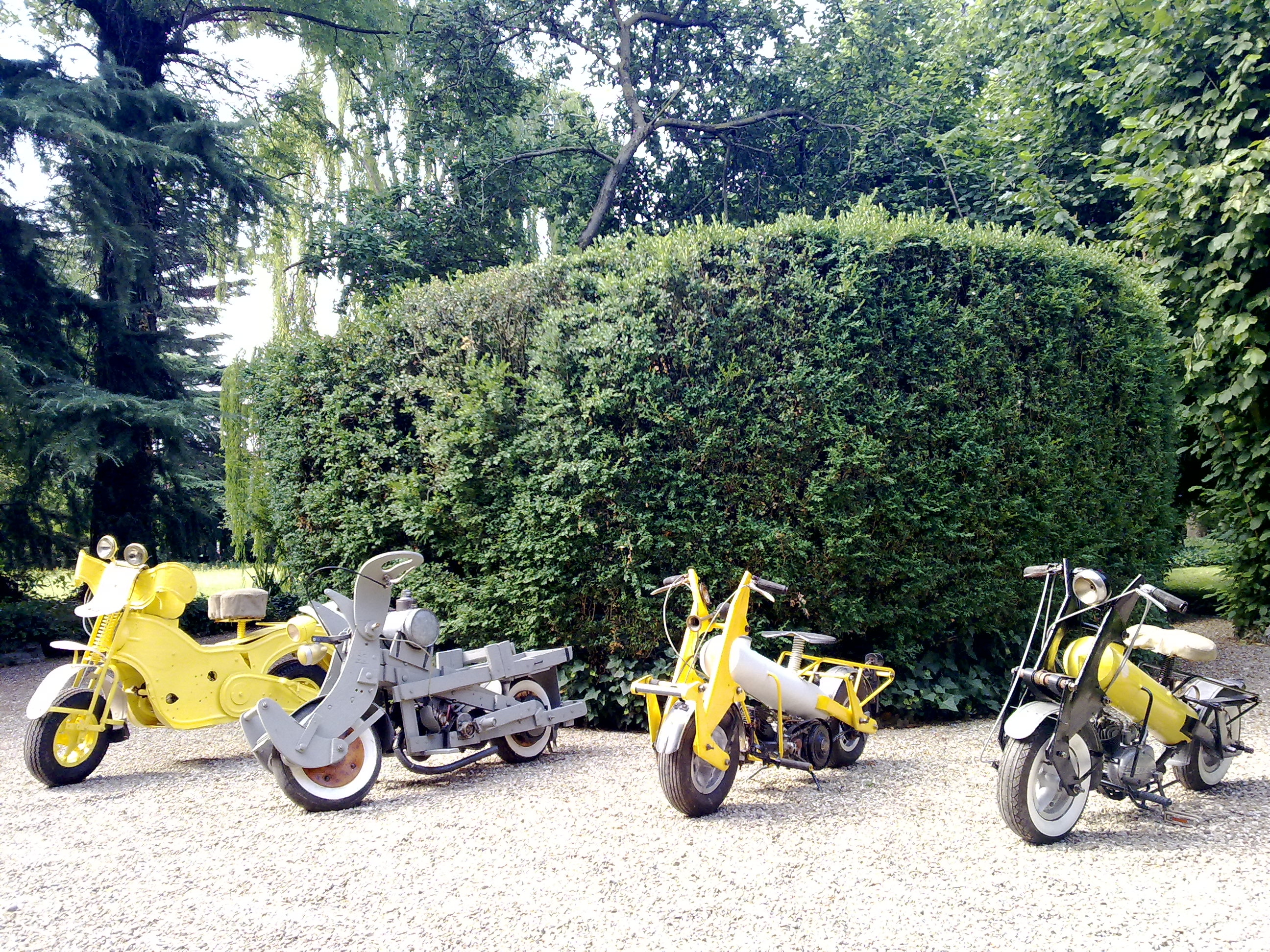
A. Spallanzani, Motociclette, 1930 - 1940, Reggio Emilia

### Futurismo e aeropittura

#### Influenza del Manifesto dell'Aeropittura
Nonostante non abbia sottoscritto il manifesto futurista reggiano, Spallanzani è influenzato dal Manifesto dell'Aeropittura del 1929 di Filippo Tommaso Marinetti. Le sue opere riflettono l'interesse per la modernità e il movimento, con una particolare attenzione per le prospettive aeree e le tematiche tecnologiche.

#### Pubblicità e design
Realizzò numerosi bozzetti pubblicitari, come quelli per la "Coppa Aviazione" (1928) e la benzina Lampo (1930). Questi lavori combinano elementi grafici moderni con un forte richiamo alla velocità e al dinamismo.

#### Esposizioni
- Mostra antologica (1975, Biblioteca Comunale di Barco)
- 1922: Prima Mostra d'Arte Moderna della Famiglia Artistica Reggiana[8]
- Esposizioni al Centro Polifunzionale di Barco (2011-2013)
- Anni '50: Mostre annuali alla Biblioteca Popolare di Reggio Emilia
- Donazioni ai Musei Civici di Reggio Emilia e al MART di Rovereto